# Xã Goodar, Michigan
Xã Goodar (tiếng Anh: Goodar Township) là một xã thuộc quận Ogemaw, tiểu bang Michigan, Hoa Kỳ. Năm 2010, dân số của xã này là 398 người.